# رافي شانكار
رافي شانكار (بنغالية|রবি শংকর) كان موسيقار هندي ومؤلف موسيقي عاش في الفترة بين (7 من أبريل 1920م - 11 من ديسمبر 2012م) يشتهر بشكل خاص بعزفه على آلة سيتار، ويوصف على أنه أفضل موسيقار هندي معاصر.

## وصلات خارجية
- رافي شانكار على موقع IMDb (الإنجليزية)
- رافي شانكار على موقع الموسوعة البريطانية (الإنجليزية)
- رافي شانكار على موقع مونزينجر (الألمانية)
- رافي شانكار على موقع ألو سيني (الفرنسية)
- رافي شانكار على موقع ميوزك برينز (الإنجليزية)
- رافي شانكار على موقع رولينغ ستون (الإنجليزية)
- رافي شانكار على موقع أول موفي (الإنجليزية)
- رافي شانكار على موقع قاعدة بيانات برودواي على الإنترنت (الإنجليزية)
- رافي شانكار على موقع قاعدة بيانات الأفلام السويدية (السويدية)
- رافي شانكار على موقع إن إن دي بي (الإنجليزية)
- الموقع الرسمي